# Монтань, Камиль
Жан Пьер Франсуа Камиль Монтань (фр. Jean Pierre François Camille Montagne; 1784—1866) — французский военный врач, ботаник и миколог, специалист по бесцветковым растениям.

## Биография
Пьер Камиль Монтань родился 15 февраля 1784 года в коммуне Водуа французского департамента Сена и Марна. В возрасте 14 лет Монтань стал служить во французском флоте, принял участие в военных действиях во время египетского похода Наполеона. В 1802 году вернулся во Францию и стал учиться медицине. В это время он интересуется ботаникой.
С 1804 года Камиль работал военным врачом. В 1815 году попал в плен к германским войскам, в следующем году был освобождён и вернулся в Париж. В 1819 году снова стал работать во французской армии. Познакомился с ботаником Л. О. Дешамом (1765—1842), вскоре заинтересовался микологией. В 1823 году принял участие во французском походе в Испанию, был удостоен Ордена Почётного легиона.
В 1832 году Камиль Монтань ушёл на пенсию и стал изучать микологию, бриологию и альгологию. Он переписывался с М. Дж. Беркли, Э. М. Фрисом и другими известными микологами. В 1853 году он был избран членом Французском академии наук. Также Монтань был иностранным членом Лондонского Линнеевского общества и членом-корреспондентом Петербургской академии наук. В 1856 году была издана книга Sylloge generum specierumque cryptogamarum, в которой Монтань описал около 100 новых родов и 1700 новых видов грибов.
В 1860 году у Монтаня произошёл инсульт, после чего он стал инвалидом. Камиль Монтань скончался 5 января (по другим данным — 9 января) 1866 года в Париже после второго инсульта.

## Некоторые научные книги
- Montagne, C. (1834—1840). Voyage dans l’Amérique méridionale par M. Alcide d’Orbigny Botanique Sertum patagonicum et Florula boliviensis. 19 + 119 pp.
- Montagne, C. (1842). Plantes cellulaires. In Ramon de la Sagra, M. Histoire physique, politique et naturelle de l’ile de Cuba. 549 pp.
- Montagne, C. (1850—1855). Cryptogamia guyanensis. 202 pp.
- Montagne, C. (1856). Sylloge generum specierumque cryptogamarum. 498 pp.
- Montagne, C. (1970). Centurie i-ix de plantes cellulaires nouvelles tant indigènes qui’exotiques. 670 pp. ISBN 90-6105-021-9

## Роды и некоторые виды, названные в честь К. Монтаня
- Camillea Fr., 1849
- Montagnea Fr., 1835
- Montagnella Speg., 1881
- Montagnellina Höhn., 1912 [syn.  Guignardia Viala & Ravaz, 1892]
- Montagnites Fr., 1838 [syn.  Montagnea Fr., 1835]
- Montagnula Berl., 1896
- Apiospora montagnei Sacc., 1875, nom. nov.
- Cyathus montagnei Tul. & C.Tul., 1844
- Graphis montagnei Bosch, 1856 [syn.  Thecaria montagnei (Bosch) Staiger, 2002]
- Marasmius montagneanus Singer, 1976
- Parmelia montagnei Fr., 1831 [syn.  Protoparmelia montagnei (Fr.) Sancho & A.Crespo, 1987]
- Polyporus montagnei Fr., 1836 [syn.  Coltricia montagnei (Fr.) Murrill, 1920]
- Trogia montagnei Fr., 1836